# Rhodobacter sphaeroides
Rhodobacter sphaeroides is een bacterie die behoort tot de paarse bacteriën, een groep die energie kan produceren via fotosynthese.
R. sphaeroides leeft in diepe meren. Om te overleven bij zo weinig licht heeft de proteobacterie een complex systeem aan energiebindingsprocessen ontwikkeld. Zo is de soort in staat tot fotosynthese, lithotrofie en zowel aerobe als anaerobe oxidatie. Verder kan hij bijvoorbeeld ook nog stikstof binden.
R. sphaeroides wordt dikwijls gebruikt voor onderzoek naar de fotosynthese. Hierdoor heeft het vermoedelijk een van de best onderzochte fotosynthesesystemen van alle soorten.
De soort heeft ook veel wetenschappelijke interesse gewekt door zijn unieke genetische complexiteit. Het heeft twee chromosomen, een lange en een kleine, ronde. Het kleine chromosoom heeft een lagere informatiedichtheid dan het grote chromosoom, en dient mogelijk als een soort reservoir dat het mogelijk maakt voor het DNA om de nodige veranderingen te ondergaan zonder dat het organisme gevaar loopt..

## Naamgeving

### Geaccepteerde naam
- Rhodobacter sphaeroides (van Niel 1944) Imhoff et al., 1984[3]

### Synoniemen
- Rhodopseudomonas spheroides van Niel 1944
- Rhodosphaera minor (Molisch) Bergey et al. 1923
- Rhodosphaera capsulata (Molisch) Buchanan 1918
- Rhodorrhagus spheroides (van Niel) Brisou 1955
- Rhodorrhagus capsulatus Bergey et al. 1939
- Rhodorhagus capsulatus (Molisch) Bergey et al. 1925
- Rhodococcus minor Molisch 1907
- Rhodococcus capsulatus Molisch 1907
- Rhodorhagus minor (Molisch) Bergey et al. 1925
- Rhodopseudomonas sphaeroides van Niel 1944